# Уэллетт, Джозеф
Джозеф Р. Уэллетт (9 мая 1930 — 3 сентября 1950) — солдат армии США, участник Корейской войны. За действия с 31 августа — по 3 сентября 1950 года, был награждён медалью «Почёта» — посмертно. Похоронен на кладбище св. Якова в г. Челмсфорд, штат Массачусетс.
Командование армии назвало в его честь наблюдательный пост в корейской демилитаризованной зоне, близ Объединённой зоны безопасности. А также, в его честь назван мост в городе Лоуэлл, штат Массачусетс, в котором он проживал.

### Наградная запись к медали Почёта
Ранг и часть: рядовой первого класса роты Н армии США, 9-й пехотный полк, вторая пехотная дивизия.
Место и дата: близ г. Йонсан, Корея с 31 августа по 3 сентября 1950.
Поступил на службу в Лоуэлл, Массачусетс. Место рождения: Лоуэлл, Массачусетс.
25 апреля 1951 года.
Рядовой Уэллетт отличился благодаря видной доблести и отваге в бою с врагом в районе выступа реки Макуг-чанг. Когда наступающие силы врага отрезали и окружили его часть, он добровольно предпринял разведывательную вылазку на близлежащий холм под плотным вражеским огнём чтобы найти позиции дружественных сил и получить информацию и силе и местоположении врага. Обнаружив, что на холме нет дружественных сил, он снова пробился к своему отряду под плотным вражеским огнём. Позднее, когда с воздуха был сброшен запас воды он снова вышел под вражеский огонь, чтобы доставить воду своему отряду. Увидев, что сброшенные баки пробиты и пусты, он вернулся к своему отряду. Своим героическим поступком он сильно поднял боевой дух отряда. Когда начали заканчиваться патроны и гранаты рядовой Уэллетт снова вышел за периметр, чтобы подобрать [боеприпасы] с убитых солдат неприятеля. Собрав гранаты, он был атакован вражеским солдатом. Он убил врага в рукопашном бою, собрал патроны и вернулся к своему отряду. Когда 3 сентября противник пошёл в атаку, враги забросали позицию Уэллетта гранатами. Шесть раз Уэллетту приходилось выскакивать из укрытия, чтобы избежать взрывов гранат. В один из таких моментов он попал под вражеский огонь из лёгкого стрелкового оружия. Несмотря на тяжёлую рану он продолжал сопротивление пока не пал мёртвым. Выдающиеся героизм и отвага, показанные рядовым Уэллеттом принесли ему высочайшую честь и поддержали почётные традиции военной службы.
Оригинальный текст (англ.)
Rank and organization: Private First Class, U.S. Army, Company H, 9th Infantry Regiment, 2nd Infantry Division
Place and date: Near Yongsan, Korea, from August 31, to September 3, 1950.
Entered service at: Lowell, Mass. Birth: Lowell, Mass.
G.O. No.: 25, April 25, 1951.
Pfc. Ouellette distinguished himself by conspicuous gallantry and intrepidity in action against the enemy in the Makioug-Chang River salient. When an enemy assault cut off and surrounded his unit he voluntarily made a reconnaissance of a nearby hill under intense enemy fire to locate friendly troop positions and obtain information of the enemy's strength and location. Finding that friendly troops were not on the hill, he worked his way back to his unit under heavy fire. Later, when an airdrop of water was made outside the perimeter, he again braved enemy fire in an attempt to retrieve water for his unit. Finding the dropped cans broken and devoid of water, he returned to his unit. His heroic attempt greatly increased his comrades' morale. When ammunition and grenades ran low, Pfc. Ouellette again slipped out of the perimeter to collect these from the enemy dead. After collecting grenades he was attacked by an enemy soldier. He killed this enemy in hand-to-hand combat, gathered up the ammunition, and returned to his unit. When the enemy attacked on 3 September, they assaulted his position with grenades. On 6 occasions Pfc. Ouellette leaped from his foxhole to escape exploding grenades. In doing so, he had to face enemy small-arms fire. He continued his resistance, despite a severe wound, until he lost his life. The extraordinary heroism and intrepidity displayed by Pfc. Ouellette reflect the highest credit on himself and are in keeping with the esteemed traditions of the military service.
— 